# Haus Blankenfelde

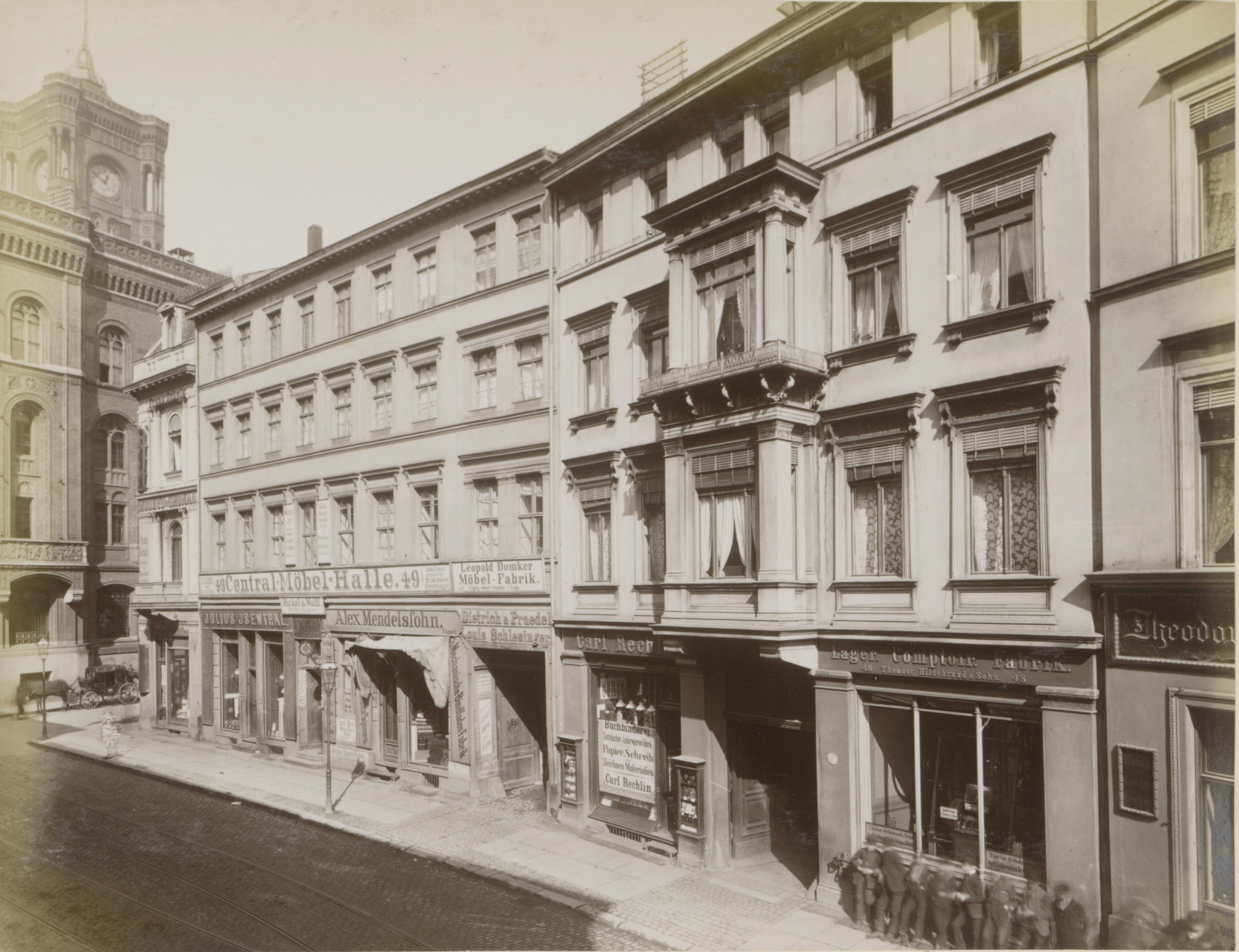
Das Blankenfelde-Haus (links), 1871

Das Haus Blankenfelde war ein Wohnhaus in Berlin-Mitte in der Spandauer Straße. Es wurde 1390 erbaut, mehrmals verändert und war bis zu seinem Abriss 1888–89 das älteste Bürgerhaus der Stadt.

## Lage

Spandauer Straße 1811, Haus Nr. 49 (• über Strasse)

Das Haus lag in der Spandauer Straße 49 (seit 1929 Nr. 32) im nördlichen Teil der Straße unweit des Rathauses an der Nagelgasse (jetzt Gustav-Böß-Straße).
Bis 2019 befand sich dort ein Parkplatz, ab etwa 2022 soll dort die veränderte Straßenführung der Grunerstraße entlanggehen.

## Geschichte
Das Haus war bis 1620 der Berliner Sitz der Adelsfamilie Blankenfelde. Nach ihr wiederum sind die Dörfer Blankenfelde auf dem Barnim und Blankenfelde auf dem Teltow benannt. Die erste Erwähnung der Familie stammt aus dem Jahr 1280, als Johannes von Blankenfelde zum Berliner Bürgermeister ernannt wurde.
Das erste Blankenfelde-Haus wird ebenfalls um diese Zeit datiert. Es bestand vermutlich aus Holz und wurde beim Stadtbrand 1380 vernichtet. Lediglich eine Büste mit einem „Neidkopf“, der das Feuer abhalten sollte, blieb erhalten.
Bis 1390 erbaute Paul Blankenfelde das zweite Haus, nun aus Stein. Zur Erinnerung an die Fertigstellung ließ er eine lateinische Inschrift eingravieren, die übersetzt lautet:

„Die von Blankenfelde, Patrizier dieser Stadt, haben ums Jahr 1390, als Paul von Blankenfelde und Henning Strohband Bürgermeister waren, dieses Haus mit starken Mauern und Pfeilern wieder hergestellt und zwar im Backsteinbau: Sie haben seine Last einem Kellergewölbe von sieben Jochen aufgelegt.“

Das Gebäude blieb im Besitz der Familie Blankenfelde, die zu den einflussreichsten Familien in Berlin in dieser Zeit gehörte und seit 1287 im Berliner Rat nachweisbar war.
Im Jahr 1474 ließ der Enkel Pauls, Thomas von Blankenfelde, den Eingangsbereich neu modellieren. Hauptprunkstück waren nun vier Büsten, die ein junges Ehepaar – Thomas von Blankenfelde und seine Frau – als auch ein altes Ehepaar – Thomas’ Vater Wilke von Blankenfelde und seine Frau Katharina Wins – darstellten. Die gotische Innenhalle im Erdgeschoss wurde von einer Säule in der Mitte getragen, von der eine Decke mit Kreuzgewölbe ausging. Die Säule enthielt Verzierungen mit Disteln und Familienwappen der Blankenfeldes und der angeheirateten Familien Wilmersdorf, Strohband und Wins.
Nach 1530 verließen viele Familienmitglieder Berlin und siedelten sich in der Altmark an. Der letzte bedeutendere Vertreter, Johann III. von Blankenfelde, hinterließ einen derart großen Schuldenberg, dass sich seine Nachkommen gezwungen sahen, ihre Anwesen zu verkaufen, so auch das Stammhaus in der Spandauer Straße.
1612 wurde es an den  Kaufmann Ambrosius Berndt verkauft, der es 1622 an den Rat Erasmus Seidel weitergab. Dieser vererbte es an seinen Sohn Martin Friedrich Seidel, den wichtigsten brandenburgischen Geschichtsschreiber seiner Zeit. Die von Seidels hielten das Haus knapp 100 Jahre, es ging 1722 an den Geheimen Rat Daniel von Stephani und wechselte in den kommenden 150 Jahren mehrmals den Besitzer. In den 1750er Jahren kauften die damaligen Besitzer die nach hinten herausgehenden Gebäude mit auf, ließen diese abtragen und nutzten die gewonnene Fläche als Innenhof.
1885 kauften die Berliner Elektrizitätswerke das Grundstück, wie alle anderen Bauten der Umgebung auch. Das Haus wurde 1888–89 abgerissen. Durch die Initiative von Mitgliedern des Vereins für die Geschichte Berlins wurden gotische Konsolen, Zier- und Formsteine an das Märkische Museum übergeben. Die wertvollsten Stücke waren die vier Porträtbüsten aus dem Umbau von 1474, die zu den ältesten erhaltenen ihrer Art in Berlin gehörten. Außer dem Kapitell mit Wappen sind diese Stücke im Zweiten Weltkrieg verloren gegangen.

1890 wurde an dieser Stelle das Elektrizitätswerk Central-Station Spandauer Straße gebaut, das ab 1925 nur noch als Umspannstation diente und 1945 zerstört wurde. Nach der Enttrümmerung lag das Gelände brach und wurde später als Parkplatz genutzt. 2019/2020 wurden im Vorlauf zur geplanten Neubebauung vom Landesdenkmalamt Berlin die Fundamente und Keller des Elektrizitätswerkes ausgegraben.

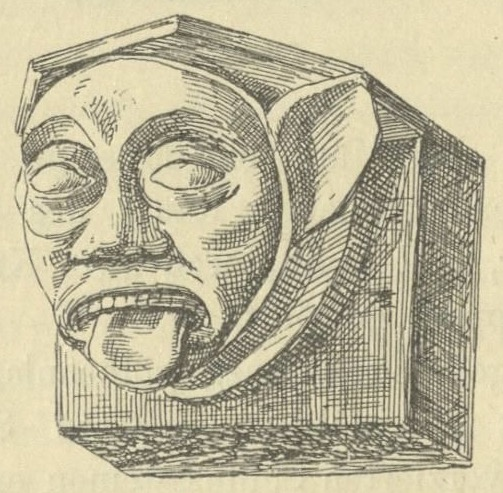
Gotische Konsole
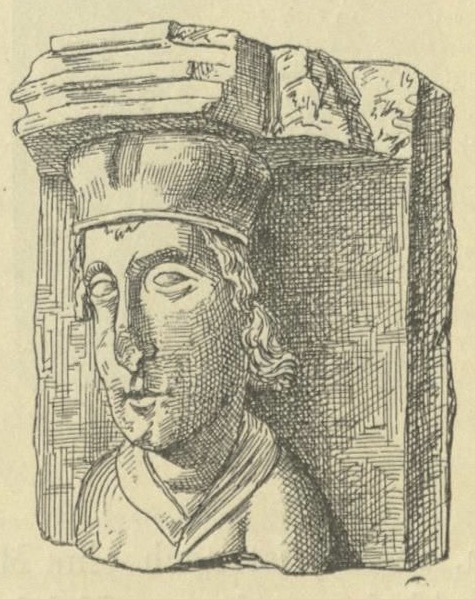
Gotische Konsole
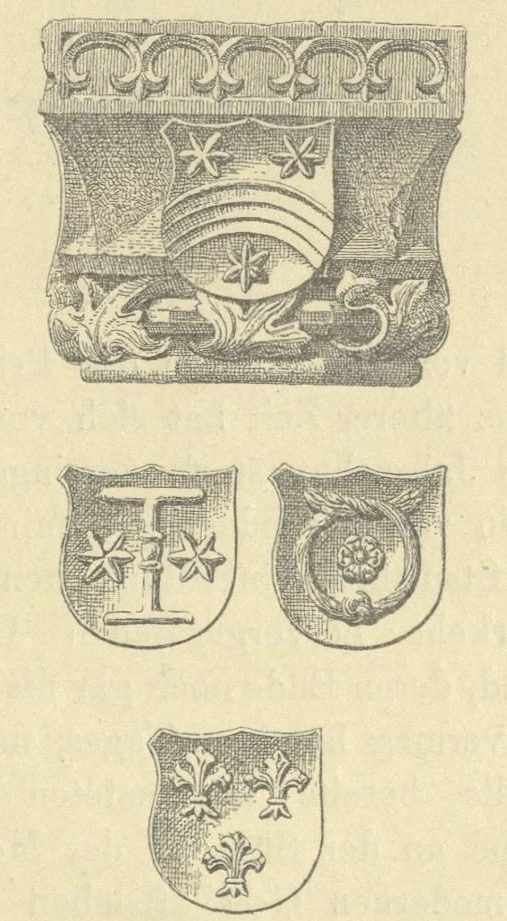
Gotisches Kapitell
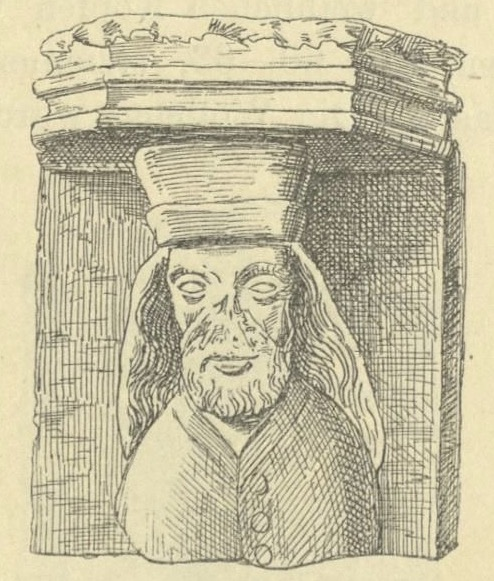
Gotische Konsole
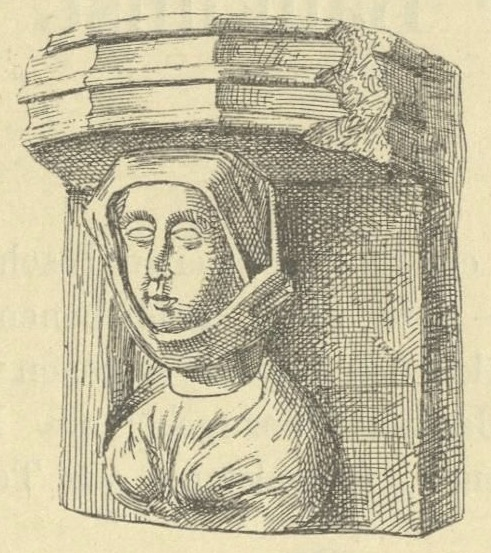
Gotische Konsole
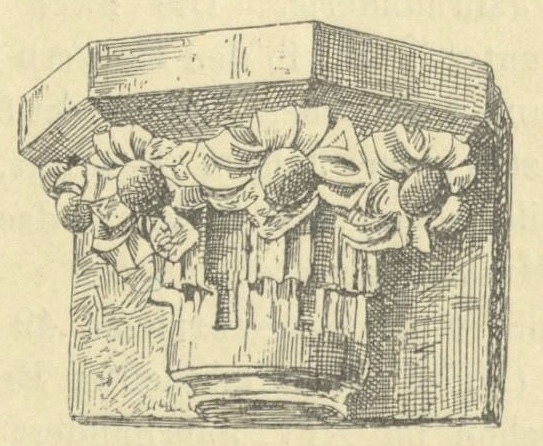
Gotisches Laubkapitell